# Szuttarna II
Szuttarna II (przypuszczalnie z sanskr. su-dharana „on, który podtrzymuje studnię”) – król huryckiego królestwa Mitanni panujący w latach 1400 p.n.e. – 1385 p.n.e. Był następcą i prawdopodobnie synem króla Artatamy I. Był on sojusznikiem egipskiego faraona Amenhotepa III, a ich stosunki dyplomatyczne zostały zwięźle opisane w Listach z Amarna. Córka Szuttarny II, Kilu-Hepa (zwana także Giluhepa), została żoną Amenhotepa III w 10-tym roku jego panowania, pieczętując tym samym sojusz między oboma królestwami i wnosząc jednocześnie olbrzymi posag.
W czasach panowania Szuttarny II królestwo Mitanni osiągnęło szczyt swojej siły i dobrobytu. Swą granicę z Egiptem dzieliło od Alalach na zachodzie, po północną Syrię, w przybliżeniu wzdłuż rzeki Orontes. Sercem królestwa była rzeka Chabur, nad którą leżała stolica Mitanni, Waszuganni. Asyria jak i Arrapha na wschodzie były lennikami królestwa Mitanni. Podczas gdy Hetyci chcieli najechać północne rubieże Mitanni, zostali odparci przez Szuttarnę II.
Następcą Szuttarny II został jego syn Tuszratta lub prawdopodobnie Artaszumara w niewyjaśnionych okolicznościach.